# Vulpes (banda)
Vulpes (també conegut com Las VulpeSS) va ser la primera banda espanyola de punk rock totalment femenina, formada a Barakaldo (Gran Bilbao, País Basc) l'estiu del 1982. Es van fer famoses l'any següent quan van aparèixer al programa de televisió Caja de ritmos interpretant la cançó "Me gusta ser una zorra". La cançó és una versió de la cançó de The Stooges "I wanna be your dog", amb lletra en castellà adaptada. Molts espectadors es van queixar de la seva actuació, cosa que va provocar un escàndol mediàtic i un cas judicial.
Per capitalitzar l'atenció, la cançó va ser gravada i llançada com a senzill per Dos Rombos Records, que va arribar a vendre 12.000 còpies. Tot i això, les dificultats legals van crear problemes al grup en la gira promocional. La banda es va dissoldre el 1983, encara que hi van tornar breument el 1985 per tocar en alguns concerts.
Lupe Vázquez va morir el 1993. Els membres restants es van reagrupar per a un concert el 2005. El 2006 van editar un àlbum de regravacions, Me Gusta Ser.

## Membres
- Loles Vázquez, "Anarkoma Zorrita" - guitarra
- Mamen Rodrigo, "Evelyn Zorrita" - veu
- Begoña Astigarraga, "Ruth Zorrita" - baix
- Lupe Vázquez, "Pigüy Zorrita" - bateria

## Discografia
- "Me gusta ser una zorra" / "Inkisición" (7", Dos Rombos, 1983).
- Barbarela '83 (LP, Punk Away, 2012)
- Me gusta ser (CD, Oihuka, 2006).